# هارولد سيلفستر
هارولد سيلفستر (بالإنجليزية: Harold Sylvester)‏ (و. 1949  م) هو ممثل تلفزي، وممثل أفلام، وكاتب سيناريو أمريكي، ولد في نيو أورلينز.

## التعليم
تعلم في جامعة تولين
.

## وصلات خارجية
- هارولد سيلفستر على موقع IMDb (الإنجليزية)
- هارولد سيلفستر على موقع ألو سيني (الفرنسية)
- هارولد سيلفستر على موقع أول موفي (الإنجليزية)
- هارولد سيلفستر على موقع قاعدة بيانات الأفلام السويدية (السويدية)
- هارولد سيلفستر على موقع قاعدة بيانات الفيلم (الإنجليزية)
- هارولد سيلفستر على موقع كينوبويسك (الروسية)